# Hodaia (okręg Marusza)
Hodaia – wieś w Rumunii, w okręgu Marusza, w gminie Fărăgău. W 2011 roku pozostawała niezamieszkana.